# Belp
Belp és un municipi del cantó de Berna (Suïssa), cap del districte de Seftigen.